# محمد بیروتی
محمد بیروتی (عربی: محمد بيروتي؛ زادهٔ ۲۹ ژانویهٔ ۱۹۷۶) بازیکن فوتبال اهل سوریه بود.
از باشگاه‌هایی که در آن بازی کرده‌است می‌توان به باشگاه ورزشی الحریه اشاره کرد.
وی همچنین در تیم ملی فوتبال سوریه بازی کرده‌است.